# Fasti
Fasti (ed. fastvs) so bili v antičnem Rimu kronološki ali na koledarju zasnovani seznami ali drugi kronološki zapisi ali razporedi uradnih in versko sankcioniranih dogodkov. Beseda fasti se je za podobne dokumente kasneje uporabljala tudi v krščanski Evropi in zahodni kulturi. 
Vsi javni posli, vključno s posli rimske države, so se morali opraviti v dies fasti - dovoljenih dneh, ki so temeljili na rimskem koledarju. Fasti so bili tudi zapisi o teh poslih. Beseda fasti v širšem pomenu je pomenila tudi zapise o drugih dogodkih: fasti triumfales, na primer, so bili zapisi o zmagah rimskih generalov.
Zapisi v fastih so spodbudili pisanje zgodovine v obliki kronoloških letopisov – annales, ki so imeli velik vpliv na razvoj rimskega zgodovinopisja. 
Fasti avgustejskega pesnika Ovidija v šestih knjigah so elegična pesnitev o rimski veri in navadah, strukturirana po zaporedju rimskih praznikov od januarja do junija.

## Etimologija
Fasti je množina latinskega pridevnika fastus, ki se najpogosteje uporablja kot samostalnik. Beseda izhaja iz besede fas, ki pomeni »tisto, kar je dovoljeno«, se pravi »tisto, kar je po božjih postavah«. Fasti dies so bili dnevi, v katerih so se lahko opravljali posli brez brezbožnosti, v nasprotju z dies nefasti, v katerih zborovanja in zasedanja sodišč niso bila dovoljena. Beseda fasti kot taka pomeni časovno organiziran seznam. Fasti se zaradi časovne zasnove razlikujejo od regesta, ki so enostavni seznami na primer lastnine, dokumentov ali prenosov lastništva. 

## Calendaria

### Fasti diurni
Fasti diurni, razdeljeni na mestne (urbani) in podeželske (rustici), so bili nekakšni uradni letopisi z datumi in navodili za verska praznovanja in datumi sodnih, tržnih in podobnih dni, razdeljenimi po mesecih. Ker je bilo rimsko ljudstvo, za katero so bili napisani, večinoma nepismeno, so se informacije na začetku vsakega meseca razglašale na forumu. Uradne razglasitve so se imenovale calende in so bile v izključni pristojnosti kolegija pontifikov, se pravi kolegija duhovniških magistratov. 
Leta 304 pr. n. št. je pontifikalni tajnik Gnej Flavij uvedel objavljanje pisnih preglednic dogodkov na forumu. Preglednice so bile običajno vklesane na štirih ploskvah pravokotnega kamnitega stebra. Vsebovale so vse nujne podatke, kratke omembe zmag, triumfov, dobrih del itd.. Iz preglednic se je razvil pisni rimski koledar (calendarium), v katerem so bili dnevi razdeljeni na tedne po osem dni. Dnevi so bili označeni s črkami A-H in dodatnimi črkami, ki so pomenile njegov status:
- F (fastus), dan, na katerega je bilo mogoče sprožiti civilno pravne tožbe (dies fasti).
- C (comitialis), dan, na katerega so se lahko sklicevala zborovanja (dies comitalis).
- N (nefastus), dan, na katerega so bile vse politične in sodne dejavnosti prepovedane (dies nefasti).
- NP, nedosleden pomen. Oznaka je vsekakor pomenila državni praznik (feriae). Včasih je pomenila tudi nefastus priore – nedovoljeno pred poldnevom, skupaj s FP, fastus priore – dovoljeno pred poldnevom.
- QRCF (morda quando rex comitiavit fas),[3] se pravi dan, na katerega je lahko zborovanje sklical rex, verjetno svečenik, znan kot rex sacrorum.[4]
- EN (endotercissus, arhaična oblika izraza intercissus - prerezati na pol), dan, ki je bil nefasti  dopoldne, ko so se pripravljale obredne daritve, in zvečer, ko so se daritve opravljale, sredi dneva pa je bil fasti.

Kmečko prebivalstvo, ki je obdelovalo zemljo, je imelo manj praznikov, žrtvovanj, slovesnosti in praznikov kot mestno. Poljedelski koledarji ali kmečki almanahi (menologia rustica) so poleg slovesnosti ob kalendah, nonah in idah vsebovali tudi sejme, znamenja iz živalskega kroga, naraščanje in padanje dolžine dneva, bogove zaščitnike za vsak mesec in nekaj navodil za kmečka opravila, ki so se morala opraviti vsak mesec.
Ohranilo se je več kalendarij, izgleda pa, da nobena ni starejša od vladavine časa cesarja Avgusta. Prenestinski koledar, katerega so odkrili leta 1770, je uredil slavni slovničar Verij Flak. Koledar vsebuje mesece januar, marec, april in december in del februarja. V njem so opisana praznovanja in triumfi cesarjev Avgusta in Tiberija. Obstajata še dva celotna koledarja: Filokalov iz leta 354 in krščanska različica uradnega koledarja, ki ga je sestavil Polemij Silvij leta 448.

## Rimske uradne kronike
Fasti magistrales, Annales ali Historici so se ukvarjali s številnimi festivali in vsem, kar je bilo povezano z verskimi običaji, bogovi, magistrati, cesarji, njihovimi rojstnimi dnevi, funkcijami, njim posvečenimi dnevi ter praznovanji in slovesnotmi v njihovo čast in blaginjo. Imenovali so jih magni – veliki, da bi se razlikovali od golega koledarja oziroma vsakdanjih zapisov (fasti diurni). Naziv fasti se je začel uporabljati širše, tudi za letopise in zgodovinske zapise.

### Fasti consulares
Fasti consulares ali konzulski fasti so bili uradne kronike, v katerih so bila leta označene z imeni aktualnih konzulov  ali drugih magistratov. Pogosto so vsebovali tudi najpomembnejše dogodke v tistem letu, včasih pa tudi ne. Ime so dobili po Kapitolskem griču, kjer so bili od leta 1547 na ukaz kardinala Alessandra Farneseja skranjeni na dvorišču Palazzo dei Conservatori. Pred tem so bili od njihovega odkritja na Rimskem forumu leta 1545 ali 1546 shranjeni v njegovi vili. Plošče je restavriral Michelangelo in so sedaj razstavljene v Sala della Lupa v Kapitolskih muzejih. V isti dvorani so tudi fasti, ki so jih odkrili kasneje v renesansi.

#### Odkritje
Konzulske faste so v 30 marmornih fragmentih odkrili na forumu. Poleg njih so odkrili tudi 26 fragmentov Acta triumpharum, po katerem se imenujejo fasti triumphales (triumfalni fasti). 
Domneva se, da so bili konzulski fasti vklesani ja štirih več metrov visokih marmornih entabulah. Prva je zajemala leta 1-364, druga 365-461, tretja 462-600 in četrta 601-745 AUC. Na skrajnem desnem robu je bilo leto 766. Fasti consulares in Acta triumpharum niso bili objavljeni ločeno (prva objava Marliani leta 1549, Rim, druga Sigonius leta 1550, Modena, tretja Robortelli leta 1555 , Benetke) ampak kot enotni Fasti capitolini. Njihovi uredniki so si dovolili veliko svobode. Manjkajoče magistrate so po svoji najboljši presoji dopolnili s podatki iz drugih evidenc, manjkajoče datume AUC pa so dogradili, tako da imajo fasti videz neprekinjene kronike, hkrati pa prikrivajo probleme. Fasti capitolini torej niso enoten seznam, ampak so sestavljeni iz dveh različnih izvirnih seznamov. Kasneje so jim dodali nerestavrirane fragmente, ki so jih odkrili leta 1816-1818, 1872-1878 in nazadnje v reki Tiberi leta 1888. Vsi fragmenti so postali CIL I Quae Dicuntur Capitolini (tako imenovani kapitolski fragmenti) in Cetera Quae Supersunt (preostali fragmenti).

#### Vsebina
Enoten seznam vsebuje imena magistratov za vsako leto ab urbe condita (AUC), se pravi od prvega leta prvega rimskega kralja do smrti cesarja Avgusta. Marmorne entablature so postavili na Avgustov ukaz. Podatki na njih so temeljili na takrat razpoložljivih podatkih, katerih zvor in točnost sta še vedno naznana. Podrobnosti kažejo, da so temeljili na starih republikanskih kronikah. Njihova prvotna lokacija je sporna. Prva teorija trdi, da so bili v regii ali del regie, se pravi palače kolegija pontifikov, druga pa, da so bili na Avgustovem slavoloku.
Seznamu kraljev sledi seznam republikanskih konzulov za vsako leto. Za leta, ki se niso imenovala po konzulih, so navedena imena magistri equitum – poveljnikov konjenice in tribuni militares - vojaških tribunov. Postopoma se je uveljavila praksa, da so leta poimenovati po voditelju države, ne glede na to ali je bil to kralj, diktator, konzul, gospodar ali tribun. Seznam vsebuje več datumskih shem. Letom od ustanovitve republike na desni sledi napis an. ali anno (v tem letu). Na levi je na vsakih deset let številka, ki je pomeni leto od ustanovitve Rima (AUC), in se začenja s CCXC. Za kralje je navedena dolžina njihovega vladanja, vendar se vsota njihovih vladavin ne ujema z leti AUC. Navedene so tudi petletne lustracije – čiščenja mesta od grehov, in cenzorji, ki so jih opravili. Po njih se včasih imenjejo tudi fasti censorii ali tretji kapitolski fasti.

#### Datiranje
Republikanski datumi na desni so usklajeni z Varonovo kronologijo, ki jo je izračunal učenjak Mark Terencij Varon. Njegova republika se po sodobnih izračunih začne leta 510/509 pr. n. št.. Njegovi datumi so bili v cesarstvu uradni. 
Obstajalo je tudi več drugih kronologij, na primer Livijeva, s katero je bi cesar zagotovo seznanjen, vendar njene rabe v neuradnih kontekstih ni prepovedal. Kronologija AUC ni povsem skladna in za Varonovo kasni eno leto. Cenzorin, ki je pregledal Varonove izračune, pravi, da sta bila Ulpij in Poncijan konzula v 1014. letu po ponovni ustanovitvi olimpijskih iger (776 pr. n. št.). 1014. leto ustreza olimpiadi 254.2 (drugo leto 254. olimpiade), letu 991 AUC in po sodobnih izračunih 1. januarju 238 n. št.. Varonovo leto 1 AUC je bilo torej leto 754/753 pr. n. št.. Ugotavljanje istovetnosti Ulpija in Poncijana je uganka, ker ju omenja samo Cenzorin, vendar njuni imeni sploh nista pomembni. Republika se je po Varovih izračunih začela leta 245 AUC.

### Fasti triumphales
Fasti triumphales so bili kronološko urejen seznam oseb, ki so dosegle triumf, ter imen pokorjenih ljudstev in svečenikov. Fragmenti fasti triumphales so bili ob odkritju pomešani s fragmenti fasti capitolini. Tudi te fragmente je restavriral Michelangelo in so zdaj skupaj s fasti capitolini razstavljeni v Palazzo dei Conservatori. Acta triumphorum so bila vklesana na štirih ploščah. I. je zajemala leta 1-452 AUC, II. leta  453-532 AUC, III. leta 533-625 AUC in IV. leta 628-735 AUC. Seznam se začne z Romulovim triumfom in konča leta 19 pr. n. št..
De fasti et triumphi Romanorum a Romulo usque ad Carolum V renesančnega beneškega antikvarja Onofria Panvinia iz leta 1557 so nadaljevanje antičnih fastov. Zadnji triumf, ki ga je dokumentiral Panvinio in ga opisal kot »rimski triumf nad neverniki«, je bil prihod cesarja Svetega rimskega cesarstva Karla V. v Rim 5. aprila 1536, kamor je prišel po osvojitvi Tunisa leta 1535.

### Svečeniški fasti
Annales pontificum (Pontifikalni letopisi) ali Annales maximi (Veliki letopisi) so bili vsako leto javno objavljeni na beli plošči. Vsebovali so vse nepozabne dogodke v letu. Posebej omenjena so bila čudovita človeška dela. 
Fasti sacerdotales (svečeniški fasti)  so vsebovali tudi faste avgurov (fasti augurales). 